# Leandro Maygua
Leandro Maygua (né le 12 septembre 1992 à Tarija en Bolivie) est un footballeur bolivien. Il évolue au poste de milieu de terrain à l'Universitario de Sucre, club de la Liga de Fútbol Profesional Boliviano. 

## Biographie

### En club
Leandro Maygua commence sa carrière en 2012 avec le Club Bolívar, en 2014 il joue toujours avec cette équipe.

### En équipe nationale
Leandro Maygua joue son premier match international le 6 septembre 2013 : il s'agit d'un match des éliminatoires de la Coupe du monde 2014 face au Paraguay.